# Jonas Pirzer
Jonas Pirzer (* 1985 in München) ist ein deutscher Jazzmusiker (Schlagzeug, Komposition) und Kulturmanager.

## Leben
Pirzer erhielt ab dem sechsten Lebensjahr Klavierunterricht. Als Jugendlicher spielte er in verschiedenen Rock-, Grunge- und Punkformationen, etwa bei Candelilla, aber auch in der Schulbigband, in der er den Jazz entdeckte. Nach dem Abitur zog er nach Berlin, wo er studienvorbereitenden Unterricht bei Rainer Winch, Victor Alcántara, Julia Hülsmann und Tim Sund nahm. Zwischen 2007 und 2014 studierte er an der Hochschule für Musik, Theater und Medien Hannover Jazz-Schlagzeug bei Heinz Lichius sowie ergänzend Kommunikations- und Kulturmanagement. Darüber hinaus erhielt er Kompositionsunterricht bei Julia Hülsmann, Jonas Schoen und Ingo Laufs.
Pirzer gründete das Klaviertrio Trilith und das Tentett Jonas Pirzers Konfrontation, die beide ausschließlich seine Eigenkompositionen aufführen. Weiterhin spielt er im Experimental-Trio Dasch2, dem Weltmusik-Quartett NaNaya, dem Johannes Wilke Angry Ensemble und der Brass Band Brazzo Brazzone. Auch gehörte er zum Landesjugendjazzorchester Brandenburg (zunächst unter Leitung von Rolf von Nordenskjöld, später von Jiggs Whigham), der European Jazz Academy (Erik van Lier, John Ruocco) und der Bigband Blechschaden aus Lüneburg. Als Komponist und Arrangeur war er für unterschiedliche Bands tätig und verfasste u. a. Bigband-Arrangements für das Kurt-Weill-Fest in Dessau.
Von 2014 bis 2016 studierte er im Masterstudiengang Communication & Cultural Management an der Zeppelin Universität Friedrichshafen, den er mit einer Masterarbeit zum Thema strategische Kommunikation in der Jazzszene abschloss. Seit Herbst 2014 lebt er in Stuttgart, wo er bis Sommer 2016 als Geschäftsführer der Union Deutscher Jazzmusiker (jetzt Deutsche Jazzunion) tätig war und häufig in den Medien Stellung nahm. Im Zusammenhang mit der Stärkung der UDJ wurde er 2016 mit dem Ehrenpreis des WDR Jazzpreis ausgezeichnet.
Von 2016 bis 2018 war Pirzer als Referent für Kunst und Kultur der BASF tätig. Von 2018 bis 2020 war er im Kulturamt der Stadt Esslingen am Neckar tätig. Dort war er verantwortlich für die Entwicklung einer Strategie im Bereich kulturelle Bildung und Teilhabe. Von 2020 bis 2023 leitete er das Amt für Kultur und Sport der Stadt Leonberg.
Seit Februar 2023 ist er als Referent im Ministerium für Wissenschaft, Forschung und Kunst Baden-Württemberg beschäftigt.

## Diskographische Hinweise
- Dasch2 Schleudergang (2012, mit Daniel S. Scholz, Daniel Schröder)
- Die Daniel Sebastian Scholz Big Band DDSSBB (2015)
- NaNaya far. home. east (2015, mit Thea Soti, Daniel S. Scholz, Johannes Keller)